# 오토 그로테볼
오토 그로테볼(독일어: Otto Grotewohl, 1894년 3월 1일 ~ 1964년 9월 21일)은 독일의 정치인이며, 1949년부터 사망할 때까지 독일 민주 공화국 초대 총리를 지냈다.

## 경력
브라운슈바이크에서 출생하여 제1차 세계대전이 끝나자, 독일 독립 사회민주당의 당수와 브라운슈바이크 자유주의 장관으로서 정치적 경력을 시작하였다. 1922년 그로테볼과 독립 사회민주당원의 다수가 독일 사회민주당에 가입하였고, 1925년부터는 독일제국 의회의 의원을 지냈다. 1933년 나치스의 출범 후에 퇴거되어 몇 차례의 옥살이를 하였다.
제2차 세계대전 후, 독일의 소비에트 연방 점령지구에서 사회민주당의 당수가 되었고, 의장 쿠르트 슈마허에 의하여 맹렬히 반대되어 그의 당이 빌헬름 피크 아래의 공산당에 합병으로 이끌어졌다. 소비에트의 군사 행정에 의하여 압박에 몰두한 그로테볼은 발터 울브리히트와 1946년 4월 피크와 함께 새로운 독일 통일사회당을 형성하였다.

## 동독의 초대 총리
1949년 10월 7일 독일 민주 공화국의 설립과 함께, 피크가 대통령에 당선되면서 그로테볼은 초대 총리가 되었다. 1954년 11월 동독의 장관의회의 창설과 함께 그로테볼은 또한 의회의 첫 의장이 되었다. 1950년부터 사실상의 권력자는 통일사회당 중앙 위원회의 서기장 발터 울브리히트였다.
1956년 3월 28일에 열린 통일사회당 회의에서 한 연설에서 그로테볼은 법적인 조직에서의 욕설을 비판하였다. 그는 불법적 체포를 비판하고, 민권을 위하여 더욱 중요시하고, 국회에 살아있는 토론의 향상을 제안하였다. 또한 법무장관 힐데 베냐민의 난폭하기로 유명했던 정치적 사건의 조종에 숨겨진 비평을 만들기도 하였다.
1960년 그는 백혈병과 진단되어, 1964년 9월 21일에 향년 71세를 일기로 사망하는 원인이 되었다. 1961년 소비에트 연방에서 치료를 받기 시작할 때까지 그의 직위에 정식적인 활동을 하지 못하였다.

## 수상과 명예
1952년 동독의 최고 훈장 카를 마르크스 훈장을 수상하였다.
그의 사후, 동베를린의 "빌헬름 거리(Wilhelmstrasse)"가 그로토벨의 명예를 가려 "오토 그로테볼 거리(Otto-Grotewohl-Strasse)"로 재명되었다. 거리의 이름은 독일의 재통일 후인 1991년까지 남아있었다. 1986년 4월 15일 당시 텔만광장(Thälmannplatz) 역으로 알려졌던 베를린 동부에 있는 현재의 모렌 거리 지하철역(Mohrenstrasse U-Bahn) 또한 오토 그로테볼 거리로 이름으로 재명되었다.
모스크바 차파예스키(Chapayesky) 차선에 있는 제3 독일어 학교가 오토 그로테볼 학교로 이름이 지어졌다.